# Palmarés da Lotto Soudal
A equipa ciclista profissional belga Lotto Soudal (e suas anteriores denominações) tem tido nos últimos anos as seguintes vitórias:

## Davitamon-Lotto

### 2005

#### UCI Pro Tour
| Datas        | Carreiras                     | Ganhador      |
| 6 de abril   | Gante-Wevelgem                | Nico Mattan   |
| 9 de maio    | 2.ª etapa do Giro d'Italia    | Robbie McEwen |
| 13 de maio   | 6.ª etapa do Giro d'Italia    | Robbie McEwen |
| 18 de maio   | 10.ª etapa do Giro d'Italia   | Robbie McEwen |
| 9 de junho   | 5.ª etapa da Dauphiné Libéré  | Axel Merckx   |
| 14 de junho  | 4.ª etapa da Volta a Suíça    | Robbie McEwen |
| 6 de julho   | 5.ª etapa do Tour de France   | Robbie McEwen |
| 8 de julho   | 7.ª etapa do Tour de France   | Robbie McEwen |
| 15 de julho  | 13.ª etapa do Tour de France  | Robbie McEwen |
| 21 de agosto | 7.ª etapa da Volta à Alemanha | Cadel Evans   |

#### Circuitos Continentais UCI
| Datas           | Circuito                 | Carreiras                                   | Ganhador        |
| 18 de janeiro   | UCI Oceania Tour de 2005 | 1.ª etapa do Tour Down Under                | Robbie McEwen   |
| 19 de janeiro   | UCI Oceania Tour de 2005 | 2.ª etapa do Tour Down Under                | Robbie McEwen   |
| 23 de janeiro   | UCI Oceania Tour de 2005 | 6.ª etapa do Tour Down Under                | Robbie McEwen   |
| 2 de fevereiro  | UCI Europe Tour de 2005  | 2.ª etapa da Étoile de Bessèges             | Tom Steels      |
| 4 de fevereiro  | UCI Asia Tour de 2005    | 5.ª etapa do Tour de Provar                 | Robbie McEwen   |
| 4 de fevereiro  | UCI Europe Tour de 2005  | 4.ª etapa da Étoile de Bessèges             | Tom Steels      |
| 13 de fevereiro | UCI Europe Tour de 2005  | 1.ª etapa do G. P. Costa Azul               | Fred Rodríguez  |
| 14 de fevereiro | UCI Europe Tour de 2005  | 2.ª etapa da Volta à Andaluzia              | Serge Baguet    |
| 15 de fevereiro | UCI Europe Tour de 2005  | 3.ª etapa da Volta à Andaluzia              | Serge Baguet    |
| 17 de fevereiro | UCI Europe Tour de 2005  | 2.ª etapa da Volta ao Algarve               | Tom Steels      |
| 31 de março     | UCI Europe Tour de 2005  | 3.ªa etapa dos Três dias de Bruges–De Panne | Tom Steels      |
| 21 de abril     | UCI Europe Tour de 2005  | 2.ª etapa da Volta à Baixa Sajonia          | Robbie McEwen   |
| 24 de abril     | UCI Europe Tour de 2005  | 5.ª etapa da Volta à Baixa Sajonia          | Mauricio Ardila |
| 13 de maio      | UCI Europe Tour de 2005  | 1.ª etapa do Tour de Picardie               | Gert Steegmans  |
| 28 de maio      | UCI Europe Tour de 2005  | 4.ª etapa da Volta a Bélgica                | Jan Kuyckx      |
| 22 de junho     | UCI Europe Tour de 2005  | Ache-Ingooigem                              | Bert Roesems    |
| 10 de setembro  | UCI Europe Tour de 2005  | Paris-Bruxelas                              | Robbie McEwen   |
| 11 de setembro  | UCI Europe Tour de 2005  | Grande Prêmio de Fourmies                   | Robbie McEwen   |
| 11 de outubro   | UCI Europe Tour de 2005  | Prêmio Nacional de Clausura                 | Gert Steegmans  |

#### Campeonatos nacionais
| Datas         | Carreiras                               | Ganhador      |
| 15 de janeiro | Campeonato da Austrália em Estrada      | Robbie McEwen |
| 26 de junho   | Campeonato da Bélgica em Estrada        | Serge Baguet  |
| 26 de junho   | Campeonato dos Países Baixos em Estrada | Léon van Bon  |

### 2006

#### UCI Pro Tour
| Datas       | Carreiras                           | Ganhador      |
| 26 de abril | 1.ª etapa do Volta à Romandia       | Robbie McEwen |
| 27 de abril | 2.ª etapa do Volta à Romandia       | Chris Horner  |
| 30 de abril | 5.ª etapa do Volta à Romandia (CRI) | Cadel Evans   |
| 30 de abril | Volta à Romandia                    | Cadel Evans   |
| 7 de maio   | 2.ª etapa do Giro d'Italia          | Robbie McEwen |
| 9 de maio   | 4.ª etapa do Giro d'Italia          | Robbie McEwen |
| 12 de maio  | 6.ª etapa do Giro d'Italia          | Robbie McEwen |
| 3 de julho  | 2.ª etapa do Tour de France         | Robbie McEwen |
| 5 de julho  | 4.ª etapa do Tour de France         | Robbie McEwen |
| 7 de julho  | 6.ª etapa do Tour de France         | Robbie McEwen |

#### Circuitos Continentais UCI
| Datas           | Circuito                      | Carreiras                                     | Ganhador         |
| 9 de fevereiro  | UCI Europe Tour de 2005-2006  | 1.ª etapa do G. P. Costa Azul                 | Robbie McEwen    |
| 12 de fevereiro | UCI Europe Tour de 2005-2006  | G. P. Costa Azul                              | Robbie McEwen    |
| 17 de fevereiro | UCI Europe Tour de 2005-2006  | 3.ª etapa da Volta ao Algarve                 | Gert Steegmans   |
| 18 de fevereiro | UCI Europe Tour de 2005-2006  | 4.ª etapa da Volta ao Algarve                 | Gert Steegmans   |
| 4 de março      | UCI Europe Tour de 2005-2006  | 2.ª etapa dos Três Dias de Flandres Ocidental | Robbie McEwen    |
| 15 de março     | UCI Europe Tour de 2005-2006  | Nokere Koerse                                 | Bert Roesems     |
| 21 de abril     | UCI America Tour 2005-2006    | 4.ª etapa do Tour de Georgia                  | Fred Rodríguez   |
| 5 de maio       | UCI Europe Tour de 2005-2006  | 5.ª etapa dos Quatro Dias de Dunquerque       | Gert Steegmans   |
| 13 de maio      | UCI Europe Tour de 2005-2006  | 2.ª etapa do Tour de Picardie                 | Gert Steegmans   |
| 28 de maio      | UCI Europe Tour de 2005-2006  | 5.ª etapa da Volta à Bélgica                  | Gert Steegmans   |
| 1 de agosto     | UCI Europe Tour de 2005-2006  | Prólogo do Tour dos Pirenéus (CRI)            | Dries Devenyns   |
| 29 de agosto    | UCI Europe Tour de 2005-2006  | Schaal Sels-Merksem                           | Preben van Hecke |
| 9 de setembro   | UCI Europe Tour de 2005-2006  | Paris-Bruxelas                                | Robbie McEwen    |
| 14 de outubro   | UCI Oceania Tour de 2006-2007 | 7.ª etapa do Jayco Herald Sun Tour            | Robbie McEwen    |

## Predictor-Lotto

### 2007

#### UCI Pro Tour
| Datas          | Carreiras                                                       | Ganhador          |
| 14 de março    | 1.ª etapa da Tirreno-Adriático                                  | Robbie McEwen     |
| 3 de maio      | 2.ª etapa do Volta à Romandia                                   | Robbie McEwen     |
| 13 de maio     | 2.ª etapa do Giro d'Italia                                      | Robbie McEwen     |
| 20 de junho    | 2.ª etapa da Volta à Suíça                                      | Robbie McEwen     |
| 8 de julho     | 1.ª etapa do Tour de France                                     | Robbie McEwen     |
| 21 de julho    | 13.ª etapa do Tour de France                                    | Cadel Evans       |
| 25 de agosto   | Predefinição:Dados de país/Benelux 3.ª etapa do Tour do Benelux | Robbie McEwen     |
| 15 de setembro | 7.ª etapa da Volta à Polónia                                    | Johan Vansummeren |
| 15 de setembro | Volta à Polónia                                                 | Johan Vansummeren |

#### Circuitos Continentais UCI
| Datas           | Circuito                      | Carreiras                                                   | Ganhador          |
| 21 de janeiro   | UCI Oceania Tour de 2006-2007 | 5.ª etapa do Tour Down Under                                | Robbie McEwen     |
| 1 de fevereiro  | UCI Asia Tour de 2006-2007    | 5.ª etapa do Tour de Provar                                 | Greg Van Avermaet |
| 18 de fevereiro | UCI Europe Tour de 2006-2007  | 1.ª etapa da Volta à Andaluzia                              | Dario Cioni       |
| 27 de março     | UCI Europe Tour de 2006-2007  | 1.ª etapa da Settimana Coppi e Bartali (CRE)                | Predictor-Lotto   |
| 21 de abril     | UCI America Tour de 2006-2007 | 6.ª etapa do Tour da Geórgia                                | Fred Rodríguez    |
| 4 de julho      | UCI Europe Tour de 2006-2007  | G. P. Gerrie Knetemann                                      | Olivier Kaisen    |
| 11 de julho     | UCI Europe Tour de 2006-2007  | 4.ª etapa da Volta à Áustria                                | Björn Leukemans   |
| 29 de julho     | UCI Europe Tour de 2006-2007  | 2.ª etapa do Tour de Valônia                                | Greg Van Avermaet |
| 4 de agosto     | UCI Europe Tour de 2006-2007  | Rund um die Hainleite                                       | Greg Van Avermaet |
| 19 de agosto    | UCI Asia Tour de 2006-2007    | 2.ª etapa do Teste Event Road Cycling Beijing de 2008 (CRI) | Cadel Evans       |
| 19 de agosto    | UCI Asia Tour de 2006-2007    | Teste Event Road Cycling Beijing de 2008                    | Cadel Evans       |
| 22 de agosto    | UCI Europe Tour de 2006-2007  | Druivenkoers Overijse                                       | Roy Sentjens      |
| 5 de setembro   | UCI Europe Tour de 2006-2007  | Memorial Rik Van Steenbergen                                | Greg Van Avermaet |
| 15 de setembro  | UCI Europe Tour de 2006-2007  | Paris-Bruxelas                                              | Robbie McEwen     |

#### Campeonatos nacionais
| Datas        | Carreiras                                  | Ganhador   |
| 15 de agosto | Campeonato da Bélgica Contrarrelógio (CRI) | Leif Hoste |

## Silence-Lotto

### 2008

#### Grandes Voltas (e carreiras ex-Pro Tour)
| Datas         | Carreiras                    | Ganhador          |
| 13 de março   | 4.ª etapa da Paris-Nice      | Cadel Evans       |
| 8 de setembro | 9.ª etapa da Volta a Espanha | Greg Van Avermaet |

#### UCI Pro Tour
| Datas          | Carreiras                     | Ganhador         |
| 1 de maio      | 2.ª etapa do Volta à Romandia | Robbie McEwen    |
| 16 de junho    | 3.ª etapa da Volta à Suíça    | Robbie McEwen    |
| 17 de junho    | 4.ª etapa da Volta à Suíça    | Robbie McEwen    |
| 7 de setembro  | Vattenfall Cyclassics         | Robbie McEwen    |
| 18 de setembro | 5.ª etapa da Volta à Polónia  | Jürgen Roelandts |

#### Circuitos Continentais UCI
| Datas           | Circuito                     | Carreiras                              | Ganhador          |
| 18 de fevereiro | UCI Europe Tour de 2007-2008 | 2.ª etapa da Volta à Andaluzia         | Cadel Evans       |
| 7 de março      | UCI Africa Tour de 2007-2008 | 4.ª etapa do Giro do Capo              | Dominique Cornu   |
| 27 de março     | UCI Europe Tour de 2007-2008 | 3.ª etapa da Settimana Coppi e Bartali | Cadel Evans       |
| 29 de março     | UCI Europe Tour de 2007-2008 | Settimana Coppi e Bartali              | Cadel Evans       |
| 30 de maio      | UCI Europe Tour de 2007-2008 | 3.ª etapa da Volta à Bélgica           | Greg Van Avermaet |
| 28 de julho     | UCI Europe Tour de 2007-2008 | 3.ª etapa do Tour de Valônia           | Greg Van Avermaet |
| 11 de agosto    | UCI Europe Tour de 2007-2008 | 2.ª etapa do Tour de l'Ain             | Greg Van Avermaet |
| 19 de agosto    | UCI Europe Tour de 2007-2008 | Grande Prêmio da Villa de Zottegem     | Roy Sentjens      |
| 13 de setembro  | UCI Europe Tour de 2007-2008 | Paris-Bruxelas                         | Robbie McEwen     |
| 4 de outubro    | UCI Europe Tour de 2007-2008 | 3.ª etapa do Circuito Franco-Belga     | Jürgen Roelandts  |

#### Campeonatos nacionais
| Datas         | Carreiras                          | Ganhador         |
| 13 de janeiro | Campeonato de Austrália em Estrada | Matthew Lloyd    |
| 29 de junho   | Campeonato da Bélgica em Estrada   | Jürgen Roelandts |

### 2009

#### UCI World Calendar
| Datas         | Carreiras                          | Ganhador         |
| 30 de maio    | 20.ª etapa do Giro d'Italia        | Philippe Gilbert |
| 7 de junho    | 1.ª etapa da Dauphiné Libéré (CRI) | Cadel Evans      |
| 17 de outubro | Giro de Lombardia                  | Philippe Gilbert |

#### Circuitos Continentais UCI
| Datas         | Circuito                     | Carreiras                              | Ganhador         |
| 28 de março   | UCI Europe Tour de 2008-2009 | 5.ª etapa da Settimana Coppi e Bartali | Cadel Evans      |
| 16 de abril   | UCI Europe Tour de 2008-2009 | 5.ª etapa da Volta à Turquia           | Olivier Kaisen   |
| 20 de junho   | UCI Europe Tour de 2008-2009 | 3.ª etapa da Ster Elektrotoer          | Philippe Gilbert |
| 21 de junho   | UCI Europe Tour de 2008-2009 | Ster Elektrotoer                       | Philippe Gilbert |
| 30 de agosto  | UCI Europe Tour de 2008-2009 | Schaal Sels                            | Kris Boeckmans   |
| 8 de outubro  | UCI Europe Tour de 2008-2009 | Coppa Sabatini                         | Philippe Gilbert |
| 11 de outubro | UCI Europe Tour de 2008-2009 | Paris-Tours                            | Philippe Gilbert |
| 15 de outubro | UCI Europe Tour de 2008-2009 | Giro do Piamonte                       | Philippe Gilbert |

## Omega Pharma-Lotto

### 2010

#### UCI World Calendar
| Datas          | Carreiras                     | Ganhador         |
| 18 de abril    | Amstel Gold Race              | Philippe Gilbert |
| 14 de maio     | 6.ª etapa do Giro d'Italia    | Matthew Lloyd    |
| 30 de agosto   | 3.ª etapa da Volta a Espanha  | Philippe Gilbert |
| 17 de setembro | 19.ª etapa da Volta a Espanha | Philippe Gilbert |
| 16 de outubro  | Giro de Lombardia             | Philippe Gilbert |

#### Circuitos Continentais UCI
| Datas          | Circuito                     | Carreiras                          | Ganhador         |
| 26 de maio     | UCI Europe Tour de 2009-2010 | 1.ª etapa da Volta à Bélgica       | Philippe Gilbert |
| 30 de setembro | UCI Europe Tour de 2009-2010 | 1.ª etapa do Circuito Franco-Belga | Adam Blythe      |
| 2 de outubro   | UCI Europe Tour de 2009-2010 | 3.ª etapa do Circuito Franco-Belga | Adam Blythe      |
| 2 de outubro   | UCI Europe Tour de 2009-2010 | Circuito Franco-Belga              | Adam Blythe      |
| 12 de outubro  | UCI Europe Tour de 2009-2010 | Prêmio Nacional de Clausura        | Adam Blythe      |
| 14 de outubro  | UCI Europe Tour de 2009-2010 | Grande Piemonte                    | Philippe Gilbert |

### 2011

#### UCI World Tour
| Datas         | Carreiras                          | Ganhador              |
| 13 de março   | 5.ª etapa de Tirreno-Adriático     | Philippe Gilbert      |
| 17 de abril   | Amstel Gold Race                   | Philippe Gilbert      |
| 20 de abril   | Flecha Valona                      | Philippe Gilbert      |
| 24 de abril   | Liège-Bastogne-Liège               | Philippe Gilbert      |
| 13 de maio    | 7.ª etapa do Giro d'Italia         | Bart De Clercq        |
| 6 de junho    | 1.ª etapa do Critérium du Dauphiné | Jurgen van den Broeck |
| 2 de julho    | 1.ª etapa do Tour de France        | Philippe Gilbert      |
| 12 de julho   | 10.ª etapa do Tour de France       | André Greipel         |
| 16 de julho   | 14.ª etapa do Tour de France       | Jelle Vanendert       |
| 30 de julho   | Clássica de São Sebastião          | Philippe Gilbert      |
| 9 de agosto   | 1.ª etapa do Eneco Tour            | André Greipel         |
| 10 de agosto  | 2.ª etapa do Eneco Tour            | André Greipel         |
| 11 de agosto  | 3.ª etapa do Eneco Tour            | Philippe Gilbert      |
| 9 de setembro | Grande Prêmio de Quebec            | Philippe Gilbert      |

#### Circuitos Continentais UCI
| Datas           | Circuito                     | Carreiras                                  | Ganhador         |
| 16 de fevereiro | UCI Europe Tour de 2010-2011 | 1.ª etapa da Volta ao Algarve              | Philippe Gilbert |
| 19 de fevereiro | UCI Europe Tour de 2010-2011 | 4.ª etapa da Volta ao Algarve              | André Greipel    |
| 5 de março      | UCI Europe Tour de 2010-2011 | Montepaschi Strade Bianche                 | Philippe Gilbert |
| 29 de março     | UCI Europe Tour de 2010-2011 | 1.ª etapa dos Três dias de Bruges–De Panne | André Greipel    |
| 13 de abril     | UCI Europe Tour de 2010-2011 | Flecha Brabanzona                          | Philippe Gilbert |
| 29 de abril     | UCI Europe Tour de 2010-2011 | 6.ª etapa do Volta à Turquia               | André Greipel    |
| 26 de maio      | UCI Europe Tour de 2010-2011 | 1.ª etapa da Volta à Bélgica               | André Greipel    |
| 28 de maio      | UCI Europe Tour de 2010-2011 | 3.ª etapa da Volta à Bélgica               | Philippe Gilbert |
| 29 de maio      | UCI Europe Tour de 2010-2011 | 4.ª etapa da Volta à Bélgica               | André Greipel    |
| 29 de maio      | UCI Europe Tour de 2010-2011 | Volta à Bélgica                            | Philippe Gilbert |
| 18 de junho     | UCI Europe Tour de 2010-2011 | 4.ª etapa do ZLM Toer                      | Philippe Gilbert |
| 19 de junho     | UCI Europe Tour de 2010-2011 | ZLM Toer                                   | Philippe Gilbert |
| 14 de setembro  | UCI Europe Tour de 2010-2011 | Grande Prêmio de Valônia                   | Philippe Gilbert |

#### Campeonatos nacionais
| Datas        | Carreiras                                  | Ganhador         |
| 26 de junho  | Campeonato da Bélgica em Estrada           | Philippe Gilbert |
| 15 de agosto | Campeonato da Bélgica Contrarrelógio (CRI) | Philippe Gilbert |

## Lotto-Belisol

### 2012
UCI World Tour
| Datas         | Carreiras                    | Ganhador        |
| 17 de janeiro | 1.ª etapa do Tour Down Under | André Greipel   |
| 19 de janeiro | 3.ª etapa do Tour Down Under | André Greipel   |
| 22 de janeiro | 6.ª etapa do Tour Down Under | André Greipel   |
| 7 de março    | 4.ª etapa da Paris-Nice      | Gianni Meersman |
| 17 de maio    | 12.ª etapa do Giro d'Italia  | Lars Ytting Bak |
| 4 de julho    | 4.ª etapa do Tour de France  | André Greipel   |
| 5 de julho    | 5.ª etapa do Tour de France  | André Greipel   |
| 14 de julho   | 13.ª etapa do Tour de France | André Greipel   |

#### Circuitos Continentais UCI
| Datas           | Circuito                     | Carreiras                          | Ganhador         |
| 14 de fevereiro | UCI Asia Tour de 2011-2012   | 1.ª etapa do Tour de Omán          | André Greipel    |
| 15 de fevereiro | UCI Europe Tour de 2011-2012 | 1.ª etapa da Volta ao Algarve      | Gianni Meersman  |
| 17 de fevereiro | UCI Asia Tour de 2011-2012   | 4.ª etapa do Tour de Omán          | André Greipel    |
| 5 de abril      | UCI Europe Tour de 2011-2012 | Grande Prêmio Pino Cerami          | Gaëtan Bille     |
| 23 de abril     | UCI Europe Tour de 2011-2012 | 3.ª etapa do Volta à Turquia       | André Greipel    |
| 23 de maio      | UCI Europe Tour de 2011-2012 | 1.ª etapa da Volta a Bélgica       | André Greipel    |
| 24 de maio      | UCI Europe Tour de 2011-2012 | 2.ª etapa da Volta a Bélgica       | André Greipel    |
| 25 de maio      | UCI Europe Tour de 2011-2012 | 3.ª etapa da Volta a Bélgica       | André Greipel    |
| 31 de maio      | UCI Europe Tour de 2011-2012 | 1.ª etapa do Tour de Luxemburgo    | André Greipel    |
| 1 de junho      | UCI Europe Tour de 2011-2012 | 2.ª etapa do Tour de Luxemburgo    | André Greipel    |
| 3 de junho      | UCI Europe Tour de 2011-2012 | 4.ª etapa do Tour de Luxemburgo    | Jürgen Roelandts |
| 10 de junho     | UCI Europe Tour de 2011-2012 | ProRace Berlin                     | André Greipel    |
| 15 de junho     | UCI Europe Tour de 2011-2012 | 2.ª etapa da Ster ZLM Toer         | André Greipel    |
| 22 de agosto    | UCI Europe Tour de 2011-2012 | 1.ª etapa da Volta a Dinamarca     | André Greipel    |
| 23 de agosto    | UCI Europe Tour de 2011-2012 | 2.ª etapa da Volta a Dinamarca     | André Greipel    |
| 9 de setembro   | UCI Europe Tour de 2011-2012 | Grande Prêmio de Fourmies          | Lars Ytting Bak  |
| 15 de setembro  | UCI Europe Tour de 2011-2012 | Grande Prêmio Impanis-Van Petegem  | André Greipel    |
| 27 de setembro  | UCI Europe Tour de 2011-2012 | 1.ª etapa do Circuito Franco-Belga | Jürgen Roelandts |
| 30 de setembro  | UCI Europe Tour de 2011-2012 | Circuito Franco-Belga              | Jürgen Roelandts |

### 2013

#### UCI World Tour
| Datas         | Carreiras                    | Ganhador      |
| 22 de janeiro | 1.ª etapa do Tour Down Under | André Greipel |
| 25 de janeiro | 4.ª etapa do Tour Down Under | André Greipel |
| 27 de janeiro | 6.ª etapa do Tour Down Under | André Greipel |
| 10 de maio    | 7.ª etapa do Giro d'Italia   | Adam Hansen   |
| 4 de julho    | 6.ª etapa do Tour de France  | André Greipel |
| 15 de agosto  | 4.ª etapa do Eneco Tour      | André Greipel |

#### Circuitos Continentais UCI
| Datas           | Circuito                     | Carreiras                           | Ganhador            |
| 14 de janeiro   | UCI Africa Tour de 2012-2013 | 1.ª etapa da Tropicale Amissa Bongo | Frederique Robert   |
| 16 de janeiro   | UCI Africa Tour de 2012-2013 | 3.ª etapa da Tropicale Amissa Bongo | Gert Dockx          |
| 18 de janeiro   | UCI Africa Tour de 2012-2013 | 5.ª etapa da Tropicale Amissa Bongo | Frederique Robert   |
| 20 de janeiro   | UCI Africa Tour de 2012-2013 | 7.ª etapa da Tropicale Amissa Bongo | Gert Dockx          |
| 3 de fevereiro  | UCI Europe Tour de 2012-2013 | Troféu Palma                        | Kenny Dehaes        |
| 6 de fevereiro  | UCI Europe Tour de 2012-2013 | 1.ª etapa do Tour do Mediterrâneo   | André Greipel       |
| 10 de fevereiro | UCI Europe Tour de 2012-2013 | 5.ª etapa do Tour do Mediterrâneo   | Jürgen Roelandts    |
| 15 de março     | UCI Europe Tour de 2012-2013 | Handzame Classic                    | Kenny Dehaes        |
| 4 de abril      | UCI Europe Tour de 2012-2013 | Grande Prêmio Pino Cerami           | Jonas Van Genechten |
| 24 de abril     | UCI Europe Tour de 2012-2013 | 4.ª etapa do Volta à Turquia        | André Greipel       |
| 25 de abril     | UCI Europe Tour de 2012-2013 | 5.ª etapa do Volta à Turquia        | André Greipel       |
| 22 de maio      | UCI Europe Tour de 2012-2013 | 1.ª etapa da Volta a Bélgica        | André Greipel       |
| 23 de maio      | UCI Europe Tour de 2012-2013 | 2.ª etapa da Volta a Bélgica        | André Greipel       |
| 2 de junho      | UCI Europe Tour de 2012-2013 | Ronde van Zeeland Seaports          | André Greipel       |
| 19 de junho     | UCI Europe Tour de 2012-2013 | Ache-Ingooigem                      | Kenny Dehaes        |
| 23 de julho     | UCI Europe Tour de 2012-2013 | 4.ª etapa do Tour de Valônia        | Kenny Dehaes        |
| 7 de setembro   | UCI Europe Tour de 2012-2013 | Paris-Bruxelas                      | André Greipel       |
| 20 de setembro  | UCI Europe Tour de 2012-2013 | Campeonato de Flandres              | Jens Debusschere    |
| 3 de outubro    | UCI Europe Tour de 2012-2013 | 1.ª etapa do Tour de Eurométropole  | Jens Debusschere    |
| 6 de outubro    | UCI Europe Tour de 2012-2013 | Tour de Eurométropole               | Jens Debusschere    |
| 15 de outubro   | UCI Europe Tour de 2012-2013 | Prêmio Nacional de Clausura         | Jens Debusschere    |

#### Campeonatos nacionais
| Datas       | Carreiras                         | Ganhador      |
| 23 de junho | Campeonato da Alemanha em Estrada | André Greipel |

### 2014

#### UCI World Tour
| Datas          | Carreiras                     | Ganhador            |
| 24 de janeiro  | 4.ª etapa do Tour Down Under  | André Greipel       |
| 26 de janeiro  | 6.ª etapa do Tour Down Under  | André Greipel       |
| 10 de julho    | 6.ª etapa do Tour de France   | André Greipel       |
| 16 de julho    | 11.ª etapa do Tour de France  | Tony Gallopin       |
| 6 de agosto    | 4.ª etapa da Volta à Polónia  | Jonas Van Genechten |
| 16 de agosto   | 6.ª etapa do Eneco Tour       | Tim Wellens         |
| 17 de agosto   | Eneco Tour                    | Tim Wellens         |
| 12 de setembro | 19.ª etapa da Volta a Espanha | Adam Hansen         |

#### Circuitos Continentais UCI
| Datas           | Circuito                     | Carreiras                        | Ganhador            |
| 13 de fevereiro | UCI Asia Tour de 2013-2014   | 5.ª etapa do Tour de Catar       | André Greipel       |
| 18 de fevereiro | UCI Asia Tour de 2013-2014   | 1.ª etapa do Tour de Omã         | André Greipel       |
| 20 de fevereiro | UCI Asia Tour de 2013-2014   | 3.ª etapa do Tour de Omã         | André Greipel       |
| 23 de fevereiro | UCI Asia Tour de 2013-2014   | 6.ª etapa do Tour de Omã         | André Greipel       |
| 15 de março     | UCI Europe Tour de 2013-2014 | Tour de Drenthe                  | Kenny Dehaes        |
| 19 de março     | UCI Europe Tour de 2013-2014 | Nokere Koerse                    | Kenny Dehaes        |
| 24 de maio      | UCI Europe Tour de 2013-2014 | 1.ª etapa da World Ports Classic | André Greipel       |
| 31 de maio      | UCI Europe Tour de 2013-2014 | 4.ª etapa da Volta à Bélgica     | André Greipel       |
| 5 de junho      | UCI Europe Tour de 2013-2014 | 1.ª etapa do Tour de Luxemburgo  | André Greipel       |
| 8 de junho      | UCI Europe Tour de 2013-2014 | 4.ª etapa do Tour de Luxemburgo  | André Greipel       |
| 20 de junho     | UCI Europe Tour de 2013-2014 | 3.ª etapa do Ster ZLM Toer       | Greg Henderson      |
| 22 de junho     | UCI Europe Tour de 2013-2014 | 5.ª etapa do Ster ZLM Toer       | André Greipel       |
| 26 de julho     | UCI Europe Tour de 2013-2014 | 1.ª etapa do Tour de Valônia     | Jens Debusschere    |
| 27 de agosto    | UCI Europe Tour de 2013-2014 | Druivenkoers Overijse            | Jonas Van Genechten |
| 30 de agosto    | UCI Europe Tour de 2013-2014 | 7.ª etapa do Tour de l'Avenir    | Louis Vervaeke      |
| 6 de setembro   | UCI Europe Tour de 2013-2014 | Brussels Cycling Classic         | André Greipel       |
| 7 de setembro   | UCI Europe Tour de 2013-2014 | Grande Prêmio de Fourmies        | Jonas Van Genechten |
| 14 de setembro  | UCI Europe Tour de 2013-2014 | Grande Prêmio Jef Scherens       | André Greipel       |
| 3 de outubro    | UCI Europe Tour de 2013-2014 | Giro de Münsterland              | André Greipel       |
| 14 de outubro   | UCI Europe Tour de 2013-2014 | Prêmio Nacional de Clausura      | Jens Debusschere    |

#### Campeonatos nacionais
| Datas       | Carreiras                         | Ganhador         |
| 29 de junho | Campeonato da Alemanha em Estrada | André Greipel    |
| 29 de junho | Campeonato da Bélgica em Estrada  | Jens Debusschere |

## Lotto-Soudal

### 2015

#### UCI World Tour
| Datas          | Carreiras                      | Ganhador         |
| 10 de março    | 2.ª etapa da Paris-Nice        | André Greipel    |
| 12 de março    | 2.ª etapa da Tirreno-Adriático | Jens Debusschere |
| 14 de março    | 6.ª etapa da Paris-Nice        | Tony Gallopin    |
| 14 de maio     | 6.ª etapa do Giro d'Italia     | André Greipel    |
| 5 de julho     | 2.ª etapa do Tour de France    | André Greipel    |
| 8 de julho     | 5.ª etapa do Tour de France    | André Greipel    |
| 19 de julho    | 15.ª etapa do Tour de France   | André Greipel    |
| 26 de julho    | 21.ª etapa do Tour de France   | André Greipel    |
| 6 de agosto    | 5.ª etapa da Volta à Polónia   | Bart De Clercq   |
| 11 de agosto   | 2.ª etapa do Eneco Tour        | André Greipel    |
| 15 de agosto   | 6.ª etapa do Eneco Tour        | Tim Wellens      |
| 16 de agosto   | Eneco Tour                     | Tim Wellens      |
| 23 de agosto   | Vattenfall Cyclassics          | André Greipel    |
| 13 de setembro | Grande Prêmio de Montreal      | Tim Wellens      |

#### Circuitos Continentais UCI
| Datas           | Circuito                | Carreiras                           | Ganhador         |
| 1 de fevereiro  | UCI Europe Tour de 2015 | Grande Prêmio Ciclista a Marsellesa | Pim Ligthart     |
| 4 de fevereiro  | UCI Europe Tour de 2015 | 1.ª etapa da Estrela de Bessèges    | Kris Boeckmans   |
| 7 de fevereiro  | UCI Europe Tour de 2015 | 4.ª etapa da Estrela de Bessèges    | Tony Gallopin    |
| 18 de fevereiro | UCI Europe Tour de 2015 | 1.ªa etapa da Volta à Andaluzia     | Pim Ligthart     |
| 22 de fevereiro | UCI Europe Tour de 2015 | 5.ªa etapa da Volta ao Algarve      | André Greipel    |
| 4 de março      | UCI Europe Tour de 2015 | Le Samyn                            | Kris Boeckmans   |
| 18 de março     | UCI Europe Tour de 2015 | Nokere Koerse                       | Kris Boeckmans   |
| 29 de abril     | UCI Europe Tour de 2015 | 4.ª etapa do Volta à Turquia        | André Greipel    |
| 15 de maio      | UCI Europe Tour de 2015 | 1.ª etapa do Tour de Picardie       | Kris Boeckmans   |
| 17 de maio      | UCI Europe Tour de 2015 | 3.ª etapa do Tour de Picardie       | Kris Boeckmans   |
| 17 de maio      | UCI Europe Tour de 2015 | Tour de Picardie                    | Kris Boeckmans   |
| 24 de maio      | UCI Europe Tour de 2015 | 2.ª etapa do World Ports Classic    | Kris Boeckmans   |
| 24 de maio      | UCI Europe Tour de 2015 | World Ports Classic                 | Kris Boeckmans   |
| 4 de junho      | UCI Europe Tour de 2015 | 1.ª etapa do Tour de Luxemburgo     | André Greipel    |
| 6 de junho      | UCI Europe Tour de 2015 | 3.ª etapa do Tour de Luxemburgo     | André Greipel    |
| 7 de junho      | UCI Europe Tour de 2015 | 4.ª etapa do Tour de Luxemburgo     | Sean De Bie      |
| 18 de junho     | UCI Europe Tour de 2015 | 1.ª etapa do Ster ZLM Toer          | André Greipel    |
| 19 de junho     | UCI Europe Tour de 2015 | 2.ª etapa do Ster ZLM Toer          | André Greipel    |
| 21 de junho     | UCI Europe Tour de 2015 | Ster ZLM Toer                       | André Greipel    |
| 18 de agosto    | UCI Europe Tour de 2015 | Grande Prêmio da Villa de Zottegem  | Kenny Dehaes     |
| 12 de setembro  | UCI Europe Tour de 2015 | 7.ª etapa da Volta a Grã-Bretanha   | André Greipel    |
| 16 de setembro  | UCI Europe Tour de 2015 | Grande Prêmio de Valônia            | Jens Debusschere |
| 19 de setembro  | UCI Europe Tour de 2015 | Grande Prêmio Impanis-Van Petegem   | Sean De Bie      |
| 23 de setembro  | UCI Europe Tour de 2015 | Circuito de Houtland                | Jens Debusschere |
| 1 de outubro    | UCI Europe Tour de 2015 | 1.ª etapa do Tour de Eurométropole  | Jens Debusschere |

#### Campeonatos nacionais
| Datas       | Carreiras                                  | Ganhador              |
| 26 de junho | Campeonato da Bélgica Contrarrelógio (CRI) | Jurgen Van den Broeck |

### 2016

#### UCI World Tour
| Datas       | Carreiras                      | Ganhador        |
| 13 de março | 7.ª etapa da Paris-Nice        | Tim Wellens     |
| 24 de março | 4.ª etapa da Volta à Catalunha | Thomas de Gendt |
| 11 de maio  | 5.ª etapa do Giro d'Italia     | André Greipel   |
| 12 de maio  | 6.ª etapa do Giro d'Italia     | Tim Wellens     |
| 13 de maio  | 7.ª etapa do Giro d'Italia     | André Greipel   |
| 19 de maio  | 12.ª etapa do Giro d'Italia    | André Greipel   |
| 14 de julho | 12.ª etapa do Tour de France   | Thomas de Gendt |
| 16 de julho | 5.ª etapa da Volta à Polónia   | Tim Wellens     |
| 18 de julho | Volta à Polónia                | Tim Wellens     |
| 24 de julho | 21.ª etapa do Tour de France   | André Greipel   |

#### Circuitos Continentais UCI
| Datas          | Circuito                | Carreiras                                   | Ganhador           |
| 28 de janeiro  | UCI Europe Tour de 2016 | Troféu Felanitx-Ses Salines-Campos-Porreres | André Greipel      |
| 31 de janeiro  | UCI Europe Tour de 2016 | Troféu Praia de Palma                       | André Greipel      |
| 6 de março     | UCI Europe Tour de 2016 | Três Dias de Flandres Ocidental             | Sean De Bie        |
| 23 de março    | UCI Europe Tour de 2016 | Através de Flandres                         | Jens Debusschere   |
| 26 de abril    | UCI Europe Tour de 2016 | 3.ª etapa do Volta à Turquia                | André Greipel      |
| 2 de junho     | UCI Europe Tour de 2016 | 1.ª etapa do Tour de Luxemburgo             | André Greipel      |
| 20 de julho    | UCI Europe Tour de 2016 | Grande Prêmio Pino Cerami                   | Jelle Wallays      |
| 11 de agosto   | UCI Europe Tour de 2016 | 2.ª etapa do Tour de l'Ain                  | Tosh Van Der Sande |
| 4 de setembro  | UCI Europe Tour de 2016 | 1.ª etapa da Volta a Grã-Bretanha           | André Greipel      |
| 14 de setembro | UCI Europe Tour de 2016 | Grande Prêmio de Valônia                    | Tony Gallopin      |

#### Campeonatos nacionais
| Datas       | Carreiras                         | Ganhador      |
| 26 de junho | Campeonato da Alemanha em Estrada | André Greipel |

### 2017

#### UCI World Tour
| Datas         | Carreiras                          | Ganhador          |
| 9 de março    | 5.ª etapa da Paris-Nice            | André Greipel     |
| 6 de maio     | 2.ª etapa do Giro d'Italia         | André Greipel     |
| 4 de junho    | 1.ª etapa do Critérium du Dauphiné | Thomas de Gendt   |
| 12 de agosto  | 6.ª etapa do BinckBank Tour        | Tim Wellens       |
| 24 de agosto  | 6.ª etapa da Volta a Espanha       | Tomasz Marczynski |
| 31 de agosto  | 12.ª etapa da Volta a Espanha      | Tomasz Marczynski |
| 7 de setembro | 18.ª etapa da Volta a Espanha      | Sander Armée      |
| 8 de setembro | 19.ª etapa da Volta a Espanha      | Thomas de Gendt   |
| 22 de outubro | 4.ª etapa do Tour de Guangxi       | Tim Wellens       |
| 24 de outubro | Tour de Guangxi                    | Tim Wellens       |

#### Circuitos Continentais UCI
| Datas           | Circuito                | Carreiras                                   | Ganhador         |
| 26 de janeiro   | UCI Europe Tour de 2017 | Troféu Porreres-Felanitx-Ses Salines-Campos | André Greipel    |
| 27 de janeiro   | UCI Europe Tour de 2017 | Troféu Serra de Tramuntana                  | Tim Wellens      |
| 28 de janeiro   | UCI Europe Tour de 2017 | Troféu Andratx-Olhador des Colomer          | Tim Wellens      |
| 5 de fevereiro  | UCI Europe Tour de 2017 | 5.ª etapa da Estrela de Bessèges (CRI)      | Tony Gallopin    |
| 18 de fevereiro | UCI Europe Tour de 2017 | 4.ª etapa da Volta ao Algarve               | André Greipel    |
| 19 de fevereiro | UCI Europe Tour de 2017 | 5.ª etapa da Volta à Andaluzia              | Tim Wellens      |
| 9 de maio       | UCI Europe Tour de 2017 | 1.ª etapa dos Quatro Dias de Dunquerque     | Jens Debusschere |
| 28 de maio      | UCI Europe Tour de 2017 | 5.ª etapa da Volta a Bélgica                | Jens Debusschere |
| 3 de junho      | UCI Europe Tour de 2017 | Flecha de Heist                             | Jasper De Buyst  |
| 23 de julho     | UCI Europe Tour de 2017 | 2.ª etapa do Tour de Valônia                | Jasper De Buyst  |
| 22 de agosto    | UCI Europe Tour de 2017 | Grande Prêmio da Villa de Zottegem          | Jasper De Buyst  |
| 13 de setembro  | UCI Europe Tour de 2017 | Grande Prêmio de Valônia                    | Tim Wellens      |
| 30 de setembro  | UCI Europe Tour de 2017 | Omloop Eurometropool                        | André Greipel    |
| 3 de outubro    | UCI Europe Tour de 2017 | Binche-Chimay-Binche                        | Jasper De Buyst  |
| 11 de outubro   | UCI Europe Tour de 2017 | Famenne Ardenne Classic                     | Moreno Hofland   |

### 2018

#### UCI World Tour
| Datas          | Carreiras                      | Ganhador        |
| 16 de janeiro  | 1.ª etapa do Tour Down Under   | André Greipel   |
| 21 de janeiro  | 6.ª etapa do Tour Down Under   | André Greipel   |
| 3 de março     | Strade Bianche                 | Tiesj Benoot    |
| 21 de março    | 3.ª etapa da Volta à Catalunha | Thomas de Gendt |
| 26 de abril    | 2.ª etapa do Volta à Romandia  | Thomas de Gendt |
| 8 de maio      | 4.ª etapa do Giro d'Italia     | Tim Wellens     |
| 13 de setembro | 18.ª etapa da Volta a Espanha  | Jelle Wallays   |

#### Circuitos Continentais UCI
| Datas           | Circuito                 | Carreiras                               | Ganhador         |
| 26 de janeiro   | UCI Europe Tour de 2018  | Troféu Serra de Tramuntana              | Tim Wellens      |
| 27 de janeiro   | UCI America Tour de 2018 | 6.ª etapa da Volta a San Juan           | Jelle Wallays    |
| 17 de fevereiro | UCI Europe Tour de 2018  | 4.ª etapa da Volta à Andaluzia          | Tim Wellens      |
| 18 de fevereiro | UCI Europe Tour de 2018  | Volta à Andaluzia                       | Tim Wellens      |
| 11 de abril     | UCI Europe Tour de 2018  | Flecha Brabanzona                       | Tim Wellens      |
| 9 de maio       | UCI Europe Tour de 2018  | 2.ª etapa dos Quatro Dias de Dunquerque | André Greipel    |
| 12 de maio      | UCI Europe Tour de 2018  | 5.ª etapa dos Quatro Dias de Dunquerque | André Greipel    |
| 23 de maio      | UCI Europe Tour de 2018  | 1.ª etapa da Volta à Bélgica            | André Greipel    |
| 24 de maio      | UCI Europe Tour de 2018  | 2.ª etapa da Volta à Bélgica            | André Greipel    |
| 24 de maio      | UCI Europe Tour de 2018  | 3.ª etapa do Tour dos Fiordos           | Bjorg Lambrecht  |
| 26 de maio      | UCI Europe Tour de 2018  | 4.ª etapa da Volta à Bélgica            | Jelle Vanendert  |
| 27 de maio      | UCI Europe Tour de 2018  | Volta a Bélgica                         | Jens Keukeleire  |
| 29 de julho     | UCI Europe Tour de 2018  | 2.ª etapa do Tour de Valônia            | Tim Wellens      |
| 1 de agosto     | UCI Europe Tour de 2018  | 5.ª etapa do Tour de Valônia            | Jens Debusschere |
| 1 de agosto     | UCI Europe Tour de 2018  | Tour de Valônia                         | Tim Wellens      |
| 2 de setembro   | UCI Europe Tour de 2018  | 1.ª etapa da Volta à Grã-Bretanha       | André Greipel    |
| 5 de setembro   | UCI Europe Tour de 2018  | 4.ª etapa da Volta à Grã-Bretanha       | André Greipel    |

#### Campeonatos nacionais
| Datas       | Carreiras                                  | Ganhador           |
| 21 de junho | Campeonato da Bélgica Contrarrelógio (CRI) | Victor Campenaerts |

#### Campeonatos continentais
| Datas       | Carreiras                               | Ganhador           |
| 8 de agosto | Campeonato Europeu Contrarrelógio (CRI) | Victor Campenaerts |

### 2019

#### UCI World Tour
| Datas           | Carreiras                            | Ganhador           |
| 27 de fevereiro | 4.ª etapa do UAE Tour                | Caleb Ewan         |
| 19 de março     | 7.ª etapa da Tirreno-Adriático (CRI) | Victor Campenaerts |
| 25 de março     | 1.ª etapa da Volta à Catalunha       | Thomas de Gendt    |
| 19 de abril     | 4.ª etapa do Volta à Turquia         | Caleb Ewan         |
| 21 de abril     | 6.ª etapa do Volta à Turquia         | Caleb Ewan         |
| 18 de maio      | 8.ª etapa do Giro d'Italia           | Caleb Ewan         |
| 22 de maio      | 11.ª etapa do Giro d'Italia          | Caleb Ewan         |
| 13 de julho     | 8.ª etapa do Tour de France          | Thomas de Gendt    |
| 17 de julho     | 11.ª etapa do Tour de France         | Caleb Ewan         |
| 23 de julho     | 16.ª etapa do Tour de France         | Caleb Ewan         |
| 28 de julho     | 21.ª etapa do Tour de France         | Caleb Ewan         |
| 15 de agosto    | 4.ª etapa do BinckBank Tour          | Tim Wellens        |

#### Circuitos Continentais UCI
| Datas           | Circuito                | Carreiras                            | Ganhador           |
| 2 de fevereiro  | UCI Europe Tour de 2019 | Troféu Serra de Tramuntana           | Tim Wellens        |
| 20 de fevereiro | UCI Europe Tour de 2019 | 1.ª etapa da Volta à Andaluzia       | Tim Wellens        |
| 22 de fevereiro | UCI Europe Tour de 2019 | 3.ª etapa da Volta à Andaluzia (CRI) | Tim Wellens        |
| 14 de junho     | UCI Europe Tour de 2019 | 3.ª etapa da Volta à Bélgica (CRI)   | Tim Wellens        |
| 15 de junho     | UCI Europe Tour de 2019 | 4.ª etapa da Volta a Bélgica         | Victor Campenaerts |
| 23 de junho     | UCI Europe Tour de 2019 | 4.ª etapa do ZLM Tour                | Caleb Ewan         |
| 31 de julho     | UCI Europe Tour de 2019 | 5.ª etapa do Tour de Valônia         | Tosh Van Der Sande |
| 21 de agosto    | UCI Europe Tour de 2019 | 1.ª etapa da Volta à Dinamarca       | Tiesj Benoot       |
| 24 de agosto    | UCI Europe Tour de 2019 | 4.ª etapa da Volta à Dinamarca       | Jasper De Buyst    |
| 7 de setembro   | UCI Europe Tour de 2019 | Brussels Cycling Classic             | Caleb Ewan         |
| 13 de outubro   | UCI Europe Tour de 2019 | Paris-Tours                          | Jelle Wallays      |